# Kontraktsrätt
Kontraktsrätt det område som behandlar rättsförhållandet mellan parterna i ett bindande och giltigt avtal. Medan avtalsrätten är den del av juridiken som behandlar hur bindande avtal kommer till stånd, avtals giltighet och avtalstolkning, är kontraktsrätten det område som behandlar rättsförhållandet mellan parterna i ett bindande och giltigt avtal.
Typiska frågor inom kontraktsrätten gäller avtalsförpliktelsernas innehåll (vad och hur mycket skall presteras; var, hur och när skall prestation ske), när har part brustit i fullgörelsen, vilka rättsföljder inträder vid bristande fullgörelse, när och under vilka förutsättningar kan avtalet sägas upp.
Ett avtals rättsverkningar fastställs genom tolkning av avtalet, som utförs för att fastställa avtalets innehåll som sådant, och utfyllning, som sker för att komplettera avtalet och ge svar på frågor som innehållet inte svarar på. Utfyllningen grundas i huvudsak på tvingande eller dispositiva rättsregler. Själva tolkningen hänförs i princip till avtalsrätten, medan utfyllning grundad på rättsregler hänförs till kontraktsrätten.
Den svenska kontraktsrätten har liksom avtalsrätten sina rötter i den romerska rätten. Teoribildningen inom kontraktsrätten är starkt påverkad av merkantilistiska ideal, framför allt tanken om avtalsfrihet, det vill säga tanken om att parterna fritt får välja avtalspart och fritt bestämma avtalets innehåll. Denna grundsyn står sig alltjämt starkt inom det kommersiella området, medan tvingande rättsregler och andra inskränkningar i avtalsfriheten blivit vanligare inom områden där speciella skyddsintressen gör sig gällande. Konsumentskyddslagstifningen och skyddslagstiftningen vid bostadshyra torde här vara de tydligaste exemplen.
Användningen av standardavtal har under 1900-talet i rask takt ökat. Ibland har det funnits en tendens att betrakta "standardavtalsrätten" som ett särskilt rättsområde. Idag är emellertid detta inte längre möjligt, eftersom nästan alla avtal ingås med användning av mer eller mindre standardiserade avtalsklausuler.